# Do No Harm (serie de televisión)
Do No Harm es una serie de televisión estadounidense transmitida por la cadena NBC. Se estrenó el 31 de enero de 2013 en los Estados Unidos.
El 8 de febrero de 2013, sólo dos emisiones después, la NBC anunció la cancelación de la serie por las bajas audiencias. El 26 de abril de 2013, anunciaron que el resto de los episodios se emitirían como relleno en el verano, a partir del 29 de junio de 2013.

## Argumento
La serie está protagonizada por el Dr. Jason Cole (Steven Pasquale), un neurocirujano de éxito que tiene un secreto. Cada noche a las 20:25, y durante exactamente 12 horas, Cole se transforma en una personalidad alternativa y malvada llamada Ian Price. Cole ha logrado suprimir a Price inyectándose una fuerte mezcla de fármacos que sedan el cuerpo que comparten e impiden que el malvado alter ego pueda actuar. Sin embargo, una noche, Cole descubre que su cuerpo se ha hecho inmune a la droga, y Price ha resurgido con rabia. Furioso por haber sido suprimido, la personalidad alternativa de Cole está concentrada en destrozar la vida de Cole, creándole problemas que podrían costarle su amor, su carrera, e incluso su vida.
Se trata de una mirada moderna al clásico El extraño caso del Dr. Jeckyll y Mr. Hyde.

## Reparto y personajes

### Personajes principales
- Steven Pasquale como el Dr. Jason Cole/Ian Price
- Alana de la Garza como la Dra. Lena Solis
- Ruta Gedmintas como Olivia Flynn.
- Phylicia Rashād como la Dra. Vanessa Young
- Michael Esper como el Dr. Kenneth Jordan
- John Carroll Lynch como Will Hayes.
- Mousa Kraish como el Dr. Eli Malak
- Samm Levine como Josh Stern.

### Personajes recurrentes
- Lin-Manuel Miranda como el Dr. Ruben Marcado
- Toni Trucks como la Dra. Patricia Rivers
- James Cromwell como el Dr. Phillip Carmelo
- Jurnee Smollett como Abby.

## Episodios
| Temporada | Temporada | Episodios | Emisión original    | Emisión original        |
| Temporada | Temporada | Episodios | Inicio              | Final                   |
| --------- | --------- | --------- | ------------------- | ----------------------- |
|           | 1         | 13        | 31 de enero de 2013 | 7 de septiembre de 2013 |

## Recepción
La serie recibió un 38 sobre 100 en Metacritic. También tuvo el estreno con índices de audiencia más bajos en la historia de las cuatro mayores cadenas televisivas de Estados Unidos.
Entertainment Weekly escribió que "el drama médico de Jekyll-y-Hide... estableció un récord como el debut de ficción a mitad de temporada con la audiencia más baja de la historia moderna... y fue suprimido tras dos episodios", siendo el programa uno de muchos que perjudicaron la programación de invierno de la NBC.